# O’Connor-Nunatakker
Die O’Connor-Nunatakker sind eine Gruppe von bis zu 1213 m hohen Nunatakkern im westantarktischen Marie-Byrd-Land. In den Ford Ranges ragen sie 11 km nordöstlich der Griffith-Nunatakker nahe dem Kopfende des Balchen-Gletschers auf.
Wissenschaftler United States Antarctic Service Expedition (1939–1941) entdeckten sie bei einem Überflug im Jahr 1940. Namensgeber ist Raymond David O’Connor (1905–1970), der zur Besetzung der West Base bei dieser Forschungsreise gehört hatte.